# Wołkowo
Wołkowo (deutsch Wolkow, früher  auch Wulkow) ist ein Dorf in der polnischen Woiwodschaft Westpommern. Es gehört zur Gmina Radowo Małe (Gemeinde Klein Raddow)  im Powiat Łobeski (Labeser Kreis).

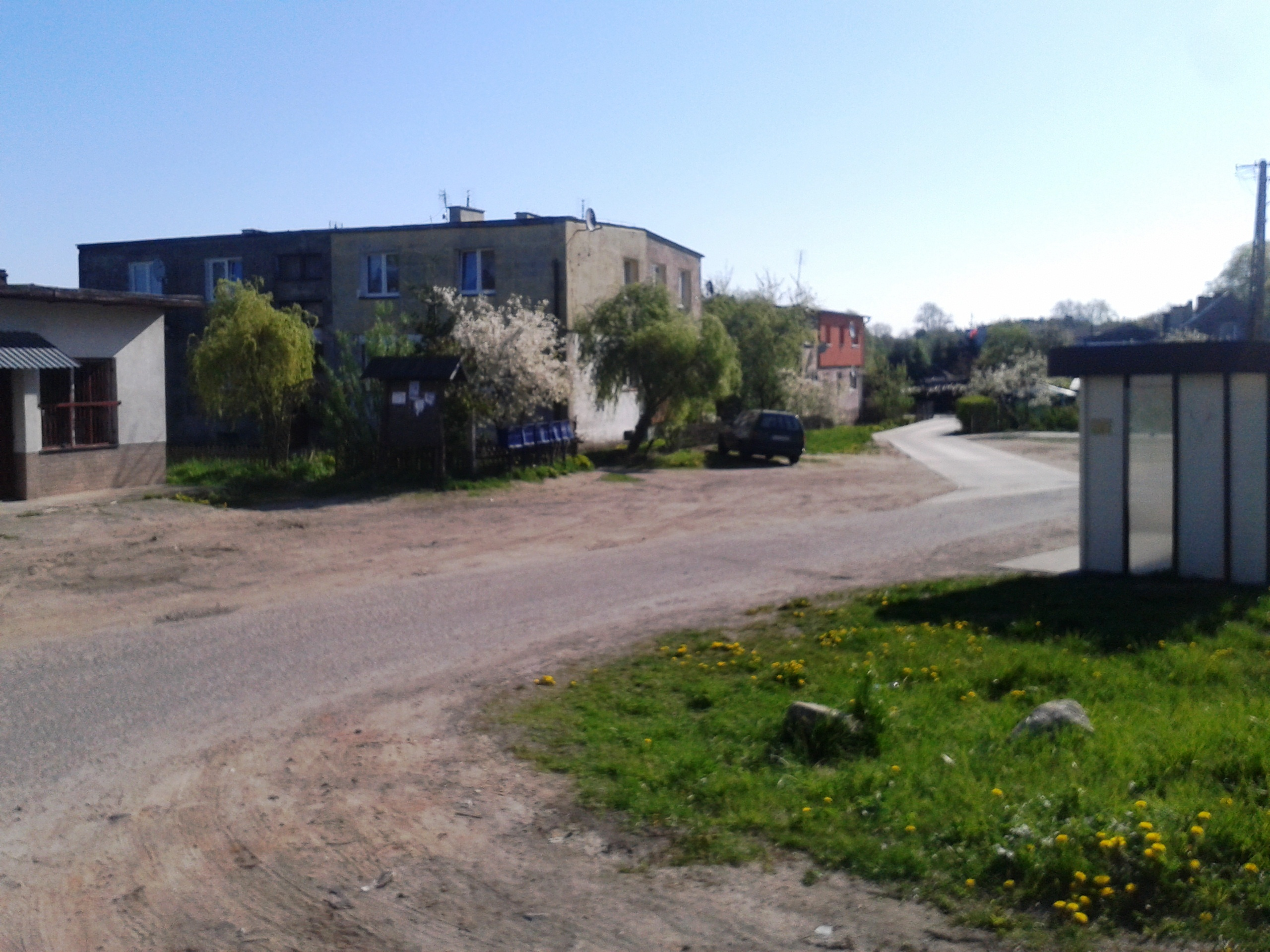
Ortsbild (2016)

## Geographische Lage
Das Dorf liegt in Hinterpommern, etwa 60 Kilometer nordöstlich von Stettin und gut 15 Kilometer westlich der Kreisstadt Labes.

## Geschichte
Ab dem 19. Jahrhundert bildete Wolkow einen politischen Gutsbezirk, der im Jahre 1910 202 Einwohner zählte.
Später bildete Wolkow eine Landgemeinde. Die Landgemeinde Wolkow gehörte bis 1945 zum Kreis Regenwalde der preußischen Provinz Pommern des Deutschen Reichs. Zur Landgemeinde gehörte auch der Wohnplatz Klein Borckenhagen. Die Gemeinde zählte im Jahre 1925 226 Einwohner in 45 Haushaltungen und im Jahre 1939 213 Einwohner.
Gegen Ende des Zweiten Weltkriegs wurde Wolkow, wie ganz Hinterpommern, seitens der sowjetischen Besatzungsmacht der Volksrepublik Polen zur Verwaltung überlassen. Danach wanderten Polen zu. Der Ortsname wurde zu „Wołkowo“ polonisiert. In der Folgezeit vertrieb die polnische Administration die einheimische Bevölkerung.
Heute liegt das Dorf in der polnischen Gmina Radowo Małe (Gemeinde Klein Raddow), in der es ein eigenes Schulzenamt bildet.

## Verkehr
Am südlichen Rand des Dorfes verläuft in Ost-West-Richtung die Woiwodschaftsstraße 147.

## Mit dem Ort verbundene Personen
- Joachim von Blücher (1888–1980), deutscher Politiker (NSDAP) und SA-Führer, Gutsbesitzer von Wolkow